# Trithemis brydeni
Trithemis brydeni é uma espécie de libelinha da família Libellulidae.
Pode ser encontrada nos seguintes países: Botswana e Zâmbia.
Os seus habitats naturais são: rios e marismas de água doce.